# Günther von Etzel
Günther Franz Hermann von Etzel (Magdeburg, 14. prosinca 1862. – Wiesbaden, 21. siječnja 1948.) je bio njemački general i vojni zapovjednik. Tijekom Prvog svjetskog rata zapovijedao je 3. i 2. konjičkom, kao i 11. pješačkom divizijom, te XVII. i XVIII. korpusom na Zapadnom i Istočnom bojištu.

## Obitelj
Günther von Etzel je rođen 14. prosinca 1862. u Magdeburgu. Sin je Hermanna von Etzela i Auguste von Etzel rođene Koch. Uz Günthera, Hermann i Auguste Etzel imali su još trojicu sinova i to Ernsta, Augusta i Otta, od kojih je ovaj posljednji također odbrao vojnički poziv, te je, jednako kao i Günther, sudjelovao u Prvom svjetskom ratu. Günther von Etzel je bio oženjen s Mariom von Klingspor, inače kćeri Leopolda von Klingspora, istaknutog pruskog zapovjednika iz Prusko-francuskog rata.

## Vojna karijera
Etzel je u prusku vojsku stupio u ožujku 1881. služeći u 2. gardijskoj pješačkoj pukovniji u Berlinu. U rujnu 1882. premješten je u 1. meklenburšku dragunsku pukovniju, nakon čega od rujna 1887. pohađa Vojnu konjičku akademiju u Hannoveru. Po završetku iste, vraća se na službu u 1. meklenburšku dragunsku pukovniju, da bi u rujnu 1890. bio promaknut u čin poručnika. Od rujna 1893. obnaša dužnost pobočnika u 18. konjičkoj brigadi na kojoj dužnosti se nalazi do ožujka 1894. kada je premješten u Glavni stožer u Berlinu. U ožujku 1895. unaprijeđen je u čin konjičkog satnika, a od rujna te iste godine služi u stožeru 25. pješačke divizije u Darmstadtu. Od studenog 1897. zapovijeda satnijom u 1. brandenburškoj dragunskoj pukovniji kojom zapovijeda dvije godine, do studenog 1899., kada je premješten u stožer Gardijske konjičke pukovnije u Berlinu.
U kolovozu 1900. upućen je u Kinu gdje tijekom Bokserskog ustanka služi u stožeru zapovjedništva internacionalnih snaga. Po povratku iz Azije, u kolovozu 1901. raspoređen je na službu u Glavni stožer, te promaknut u čin bojnika. U Glavnom stožeru služi do svibnja 1902. kada je ponovno upućen u Aziju, ovaj put u Japan, gdje u njemačkom veleposlanstvu obnaša dužnost vojnog atašea. Tijekom Rusko-japanskog rata vojni je promatrač pri japanskoj vojsci u Mandžuriji. Po povratku u Njemačku, u svibnju 1908. je promaknut u čin potpukovnika, dok u prosincu preuzima zapovjedništvo nad 14. kurmarkiškom dragunskom pukovnijom u Colmaru. U travnju 1911. unaprijeđen je u čin pukovnika, dok je u travnju iduće, 1912. godine, imenovan zapovjednikom 33. konjičke brigade smještene u Metzu. Navedenom brigadom zapovijeda i na početku Prvog svjetskog rata. U međuvremenu je, travnju 1914., promaknut u čin general bojnika.

## Prvi svjetski rat
Na početku Prvog svjetskog rata 33. konjička brigada kojom je zapovijedao Etzel nalazila se u sastavu 5. armije kojom je na Zapadnom bojištu zapovijedao prijestolonasljednik Vilim. Ubrzo međutim, u rujnu, Etzel je imenovan privremenim zapovjednikom Gardijske konjičke divizije. Navedenom divizijom zapovijeda do početka prosinca kada preuzima zapovjedništvo nad zaštitnom husarskom brigadom. U svibnju 1915. preuzima zapovjedništvo nad 3. konjičkom divizijom koja se nalazila na Istočnom bojištu. S navedenom divizijom sudjeluje u ofenzivi Gorlice-Tarnow. U kolovozu 1916. imenovan je zapovjednikom 2. konjičke divizije s kojom sudjeluje u zaustavljanju Brusilovljeve ofenzive. Nakon toga divizija je premještena najprije na Rumunjsko bojište, te početkom siječnja 1917. na Zapadno bojište.
U lipnju 1917. Etzel postaje zapovjednikom 11. pješačke divizije s kojom sudjeluje u Bitci za Passchendaele. U siječnju 1918. promaknut je u čin general poručnika, da bi u lipnju te iste godine bio imenovan zapovjendik0om XVII. korpusa zamijenivši na tom mjestu Richarda von Weberna. Zapovijedajući XVII. korpusom sudjeluje u Drugoj bitci na Marni gdje uspješno vodi defenzivne operacije. Za navedeno je 4. kolovoza 1918. odlikovan ordenom Pour le Mérite. Ubrzo međutim, ponovno je promijenio zapovjedništvo, te je u kolovozu postao zapovjednikom XVIII. korpusom kojim je do tada zapovijedao Viktor Albrecht. S navedenim korpusom u sastavu 17. armije ponovno se ističe u obrambenim borbama oko Cambraia i St. Quentina.

## Poslije rata
Nakon završetka rata Etzel je ostao na mjestu zapovjednika XVIII. korpusa sve do 4. travnja 1919. kada je na vlastiti zahtjev umirovljen. Na mjestu zapovjednika XVIII. korpusa zamijenio ga je Ernst von Hoeppner. Na 25. godišnjicu Bitke kod Tannenberga promaknut je u počasni čin generala konjice. Preminuo je 21. siječnja 1948. godine u 86. godini života u Wiesbadenu.

## Vanjske poveznice
(eng.) Günther von Etzel na stranici Prussianmachine.com

(eng.) Günther von Etzel na stranici Field commanders of Austria-Hungary

(njem.) Günther von Etzel na stranici Deutsche-kriegsgeschichte.de